# Prověrka na místě
Prověrka na místě je důkazní prostředek, který se koná, je-li zapotřebí za osobní přítomnosti podezřelého, obviněného nebo svědka doplnit nebo upřesnit údaje důležité pro trestní řízení, které se vztahují k určitému místu. K postupu při prověrce na místě se přiměřeně užijí ustanovení o vyšetřovacím pokusu.
Patří k některým zvláštním způsobům dokazování v trestním řízení vedle konfrontace, rekognice, vyšetřovacího pokusu a rekonstrukce.